# Vil'va
La Vil'va (in russo Вильва?) è un fiume della Russia europea orientale, affluente di sinistra della Us'va (bacino idrografico della Kama). Scorre nel Gornozavodskij rajon e nei distretti delle città di Gremjačinsk e Čusovoj del Territorio di Perm'.
Il fiume ha origine sugli speroni occidentali degli Urali centrali, vicino al confine con l'Oblast' di Sverdlovsk; scorre in direzione sud-occidentale. Nella parte alta il fiume è di tipo montano, poi scende in pianura. Sfocia nella Us'va a 4 km dalla foce, nella città di Čusovoj. Il fiume ha una lunghezza di 170 km, il suo bacino è di 3 020 km². Il suo maggior affluente è il Vižaj (lungo 125 km).